# 鼎金後路
鼎金後路（Dingjinhou Rd.）為高雄市三民區覆鼎金地區的一般道路，呈弧形。為三民區往來金獅湖風景區的重要道路。西起於鼎中路口，於鼎金後路36巷、鼎金後路55巷口轉南並沿著金獅湖畔，最後止於鼎金中街口。

## 行經行政區域
- 三民區

## 沿線設施
- 高雄市三民區獅湖國小
- 檨仔林埤濕地公園
- 金獅湖風景區
- 殯葬管理所懷思堂牌樓

## 公車資訊
- 漢程客運
  - 33 金獅湖站－鹽埕埔
  - 72 金獅湖站－中正高工
  - 77 金獅湖站－歷史博物館
- 南台灣客運
  - 紅36 先勝路口－捷運巨蛋站－文藻外語學院
- 高雄客運
  - 24A 坔埔圓照寺－捷運巨蛋站
  - 24B 楠梓－大社－大灣－高雄

## 公共自行車
- 高雄市公共自行車租賃系統：
  - 檨仔林埤濕地公園：鼎金後路/鼎金後路420巷口東側
  - 金獅湖橋：鼎金後路/天祥一路口

## 相關連結
- 高雄市主要道路列表